# Labelle (Band)

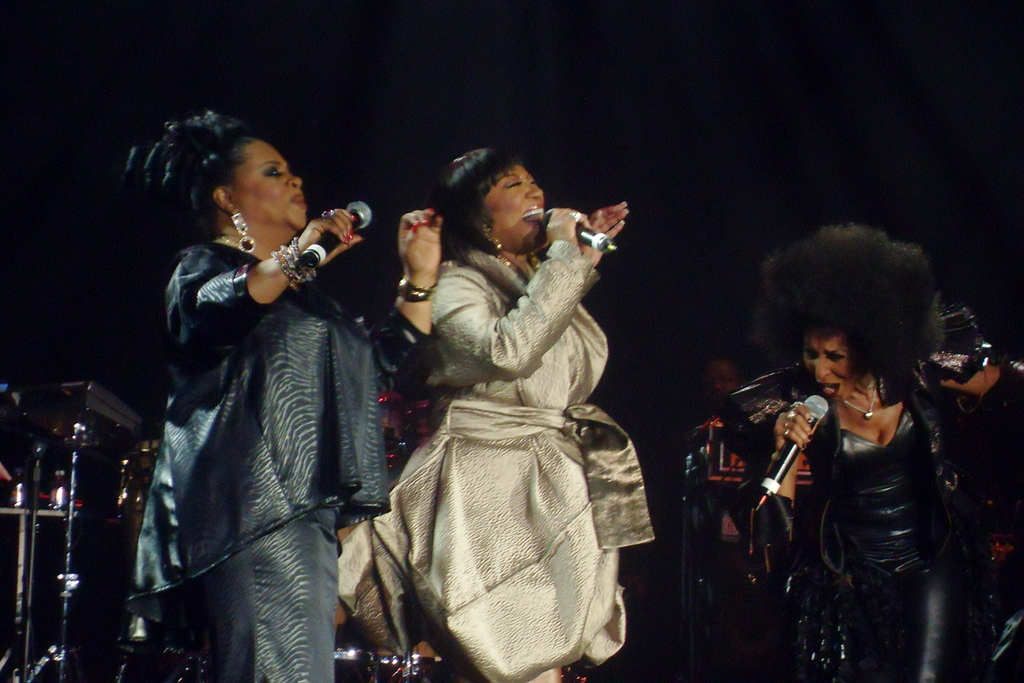
Labelle (2009)

Labelle war eine US-amerikanische Girlgroup, die in den 1960er und 1970er Jahren erfolgreich war. Mit dem Disco-Funk-Song Lady Marmalade hatte das Trio 1975 einen Welthit, der unter anderem Platz eins der US-Single-Charts erreichte.

## Karriere
Die Gruppe entstand nach der Auflösung von zwei rivalisierenden Girlgroups in der Gegend um Philadelphia und Trenton, den Ordettes und den Del-Capris, die sich als neue Version der früheren Gruppe formierten und später ihren Namen in The Blue Belles änderten. Die Gründungsmitglieder waren Patti LaBelle (* 24. Mai 1944), noch unter ihrem Geburtsnamen Patricia Holt, Cindy Birdsong (* 15. Dezember 1939), Nona Hendryx (* 9. Oktober 1944) und Sarah Dash (* 18. August 1945; † 20. September 2021).
Als The Bluebelles, später Patti LaBelle and the Bluebelles, hatte die Gruppe zunächst Erfolg mit Doo-Wop-Balladen auf kleineren Labels wie Newton und Parkway. I Sold My Heart to the Junkman, mit dem die Gruppe 1962 bis auf Platz 15 der US-Single-Charts kletterte, brachte ihnen den Durchbruch im Musikgeschäft. Es folgte ein Hit mit dem Bluebelles-Original Down the Aisle (The Wedding Song) sowie weitere Hits mit Coverversionen bekannter Klassiker wie You’ll Never Walk Alone, Over the Rainbow und Danny Boy. Ein lukrativer Wechsel im Jahre 1965 zum Label Atlantic, das Mitte der 1960er Jahre zu einem der wichtigsten Soul-Labels gehörte, brachte nur wenig Erfolg. Lediglich I’m Still Waiting, eine Curtis-Mayfield-Komposition, und Take Me for a Little While konnten sich in den Top 40 der R&B-Charts behaupten. Das Album Over the Rainbow erreichte die Top 20 der R&B-Album-Charts. Die letzte Single auf Atlantic erschien 1970.
Nachdem Birdsong 1967 zu den Supremes wechselte, änderte die Gruppe in den folgenden Jahren auf Anraten ihrer Managerin und Produzentin Vicki Wickham ihr Aussehen, ihre musikalische Richtung und ihr Image. Wickham schwebte eine weibliche Version der Rolling Stones vor. Hendryx war sofort dafür, LaBelle jedoch total dagegen. „Vicki und ich stritten ständig“, offenbarte LaBelle Jahre später in ihrer Autobiografie. „Wir hatten einige wirklich heftige Auseinandersetzungen über das Aussehen der Zukunft.“ Schließlich setzte sich die Managerin durch und aus dem sanften Soul-Trio, das in eleganten Abendkleidern eine routinierte, an vergleichbare Motown-Girlgroups angelehnte Bühnenshow bot, formierte sich Labelle 1971 mit dem ebenfalls schlicht Labelle genannten Album neu. Ihre temperamentvollen Rock-Aufnahmen mit einer Dosis P-Funk und feministischen Texten, die typischerweise nicht von weiblichen schwarzen Gruppen behandelt wurden, wurden zwar von der Kritik gelobt, blieben aber kommerziell zunächst hinter den Erwartungen zurück. Eine stilistische Ausnahme bildete das wiederum sanftere Album Gonna Take a Miracle von Laura Nyro, bei dem Labelle im Background sangen und sogar auf dem Cover genannt wurden.
Schließlich – nachdem Labelle ausgefallene Space-Age- und Glam-Kostüme für ihre Bühnenshow gewählt hatten – feierte die Gruppe 1974 mit dem Proto-Disco-Welthit Lady Marmalade den internationalen Durchbruch. Das dazugehörige Album Nightbirds auf Epic erhielt in den USA eine Goldauszeichnung. Die Nachfolger Phoenix (1975) und Chameleon (1976) konnten diesen Erfolg zwar nicht wiederholen, festigten aber den guten Ruf des Trios. Weitere R&B- und Disco-Hits waren What Can I Do for You? (1975), Messin’ with My Mind (1975) und Isn’t It a Shame? (1977).
Nach dem Ende einer Tournee im Jahr 1976 trennte sich Labelle und alle drei Sängerinnen starteten Solokarrieren. Nona Hendryx veröffentlichte stilistisch sehr unterschiedliche Soloalben, mal Rock, mal R&B, dann wieder Werke, die ans Avantgardistische grenzten. Sarah Dash arbeitete als Backgroundsängerin für Keith Richards bzw. die Rolling Stones und veröffentlichte bis Ende der 1980er Jahre vier nicht sonderlich erfolgreiche Alben. Patti LaBelles Solokarriere war die erfolgreichste des Trios. Sie wurde mit zwei Grammys bedacht, erhielt mehrere Gold- und Platinauszeichnungen und stand 1986 mit dem Album Winner in You und der Single On My Own, einem Duett mit Michael McDonald, jeweils auf Platz eins der US-amerikanischen Single- und Album-Charts.
2008 kam es für das Album Back to Now auf Verve, das erste seit 32 Jahren, zur Reunion von Labelle. Am 19. Dezember 2008 trat das Trio im New Yorker Apollo Theater auf. Im August 2012 traten Hendryx und Dash als Duo im Rahmen der Veranstaltung The Triple Goddess Twilight Revue: Celebrating the Music of Laura Nyro mit vier Liedern auf.